# Columbella mercatoria
Columbella mercatoria är en snäckart som först beskrevs av Carl von Linné 1758.  Columbella mercatoria ingår i släktet Columbella och familjen Columbellidae. Inga underarter finns listade i Catalogue of Life.

## Bildgalleri

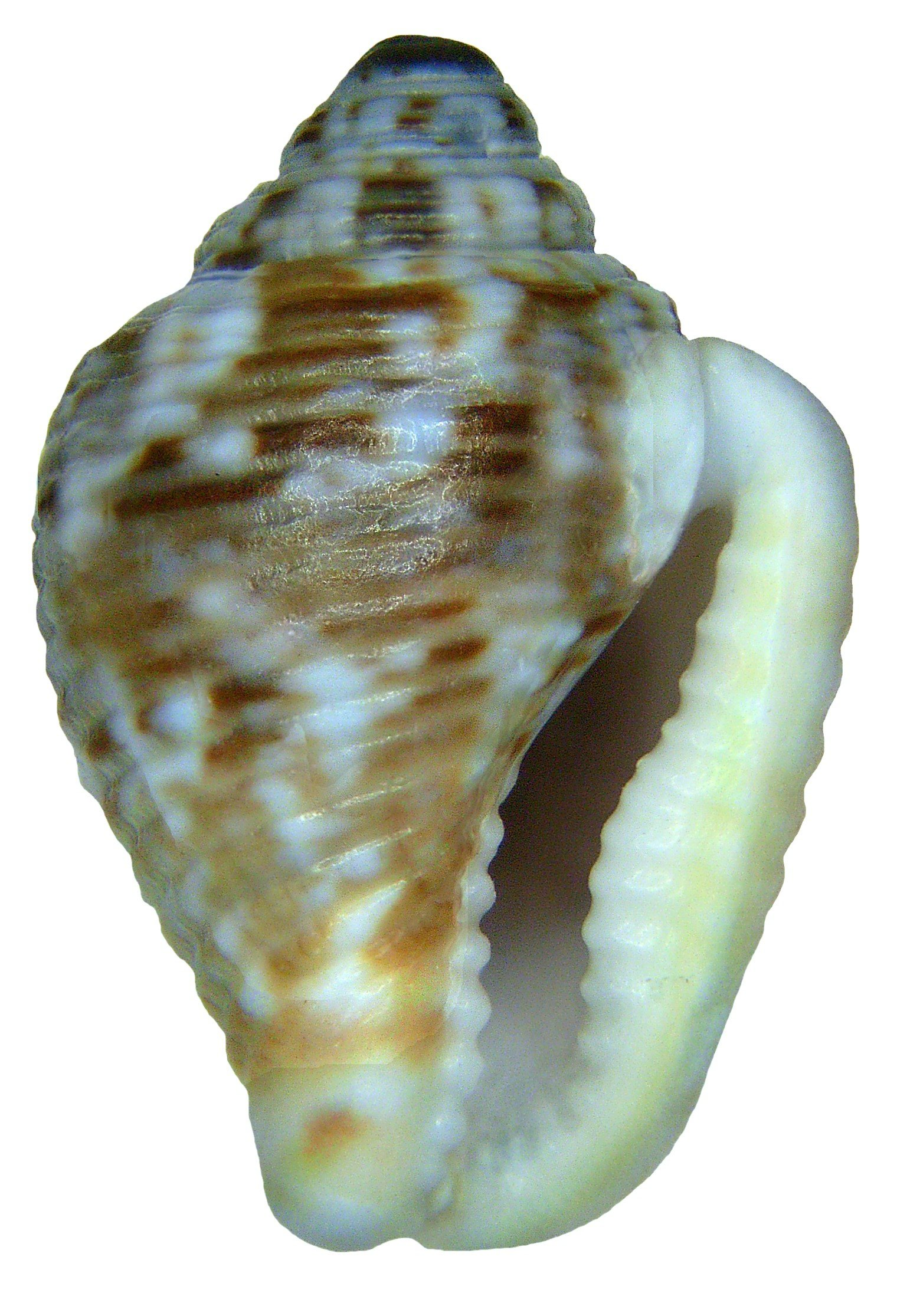
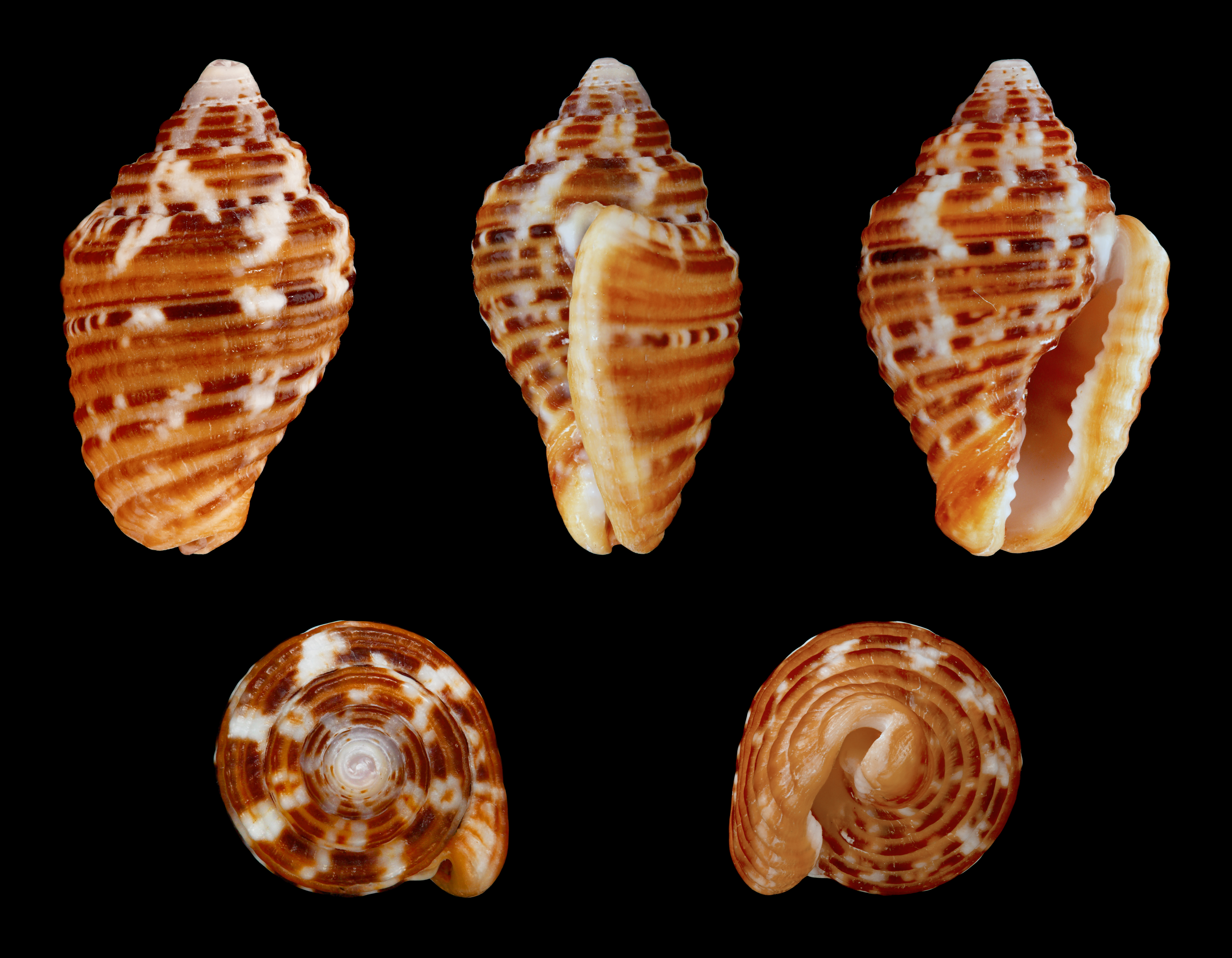
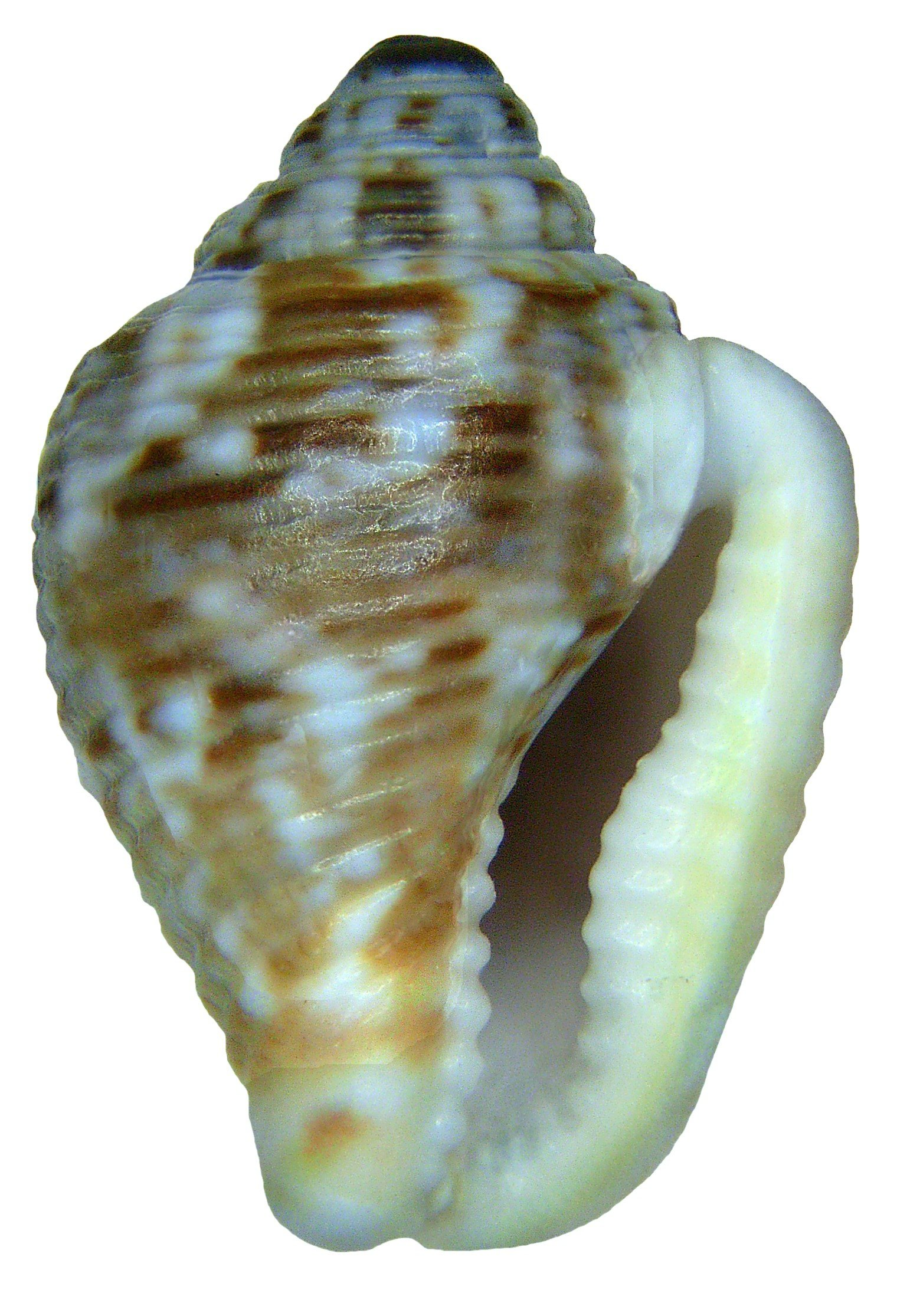
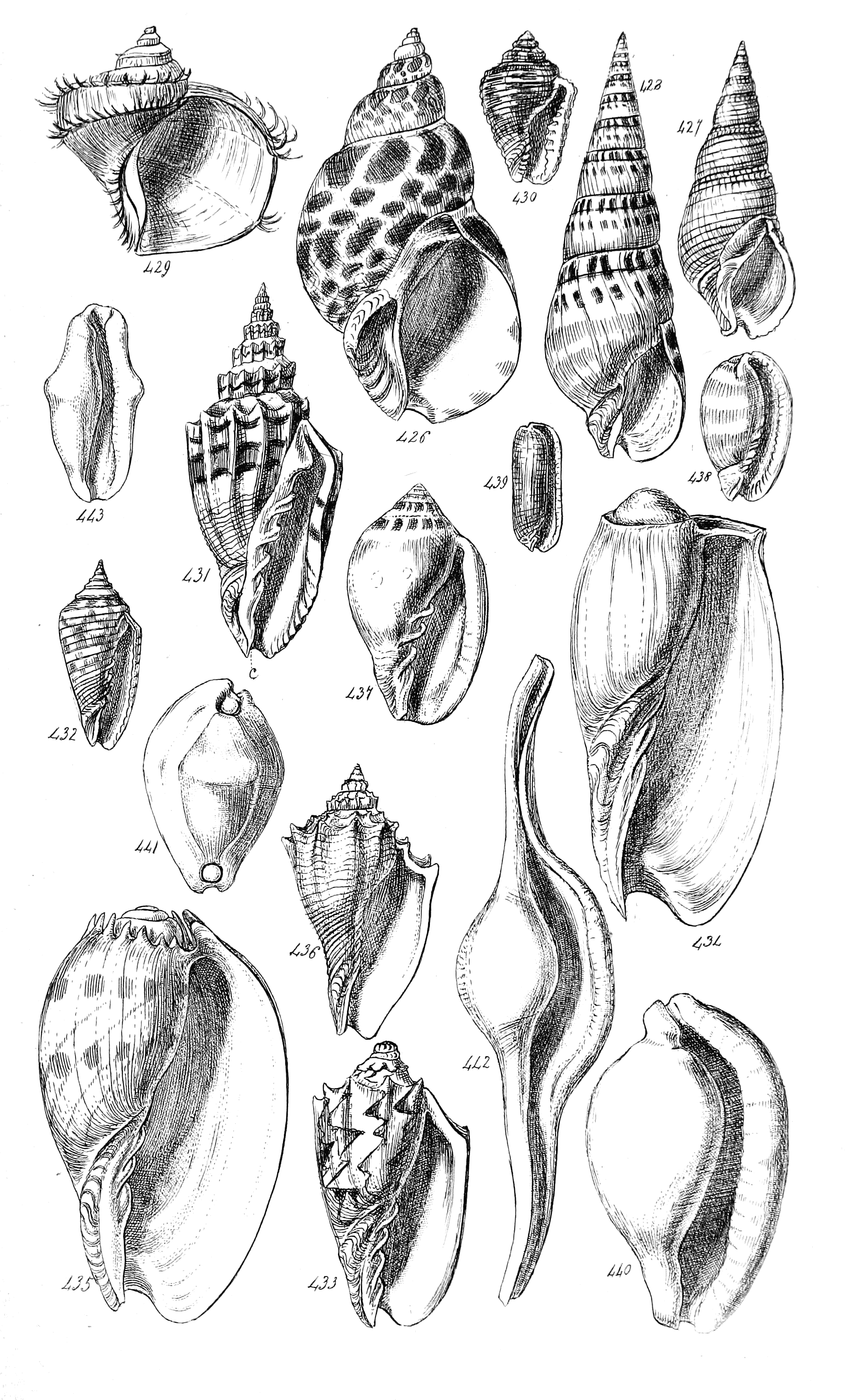